# Numia axanaria
Numia axanaria är en fjärilsart som beskrevs av William Schaus 1901. Numia axanaria ingår i släktet Numia och familjen mätare. Inga underarter finns listade i Catalogue of Life.